# Tandsill
Tandsill (Denticeps clupeoides) är en fisk i ordningen sillartade fiskar och den enda arten i familjen Denticipitidae. Den blir upp till 15 centimeter lång och lever endemisk i västafrikanska floder som Ouémé och i Mungo River. Dessa floder är snabbflyttande.
Tandsillen kännetecknas av små tandliknande utskott på skallen. Huvudet har därför ett pälsartat utseende. Djurets stjärtfena består av 16 fenstrålar och sidolinjeorganet är full utvecklat.